# Aricia microdes
Aricia microdes är en fjärilsart som beskrevs av Cabeau 1922. Aricia microdes ingår i släktet Aricia och familjen juvelvingar. Inga underarter finns listade i Catalogue of Life.